# 拜倫鎮區 (堪薩斯州斯塔福德縣)
拜倫鎮區（英語：Byron Township）為美國堪薩斯州斯塔福德縣轄下的鎮區。2010年美国人口普查中此鎮區人口有66人。

## 地理
拜倫鎮區涵蓋總面積為94.1平方（36.34平方英里），其中陸地面積為94.0平方（36.31平方英里），水域面積為0.078平方（0.03平方英里）或0.08%。

## 人口統計
根據2010年美國人口普查，拜倫鎮區人口有66人，其中男性有36人，女性有30人，人口密度為每平方公里0.70人，住房計35戶。鎮區內的白人有66人，非裔美國人有0人，美洲原住民有0人，亞裔美國人有0人，太平洋島裔美國人有0人，其他種族有0人，混血種族則有0人。此外鎮區內有1人為西班牙裔或拉丁裔美國人。此鎮區之年齡中位數為56.0歲，而男性年齡中位數為54.0歲，女性年齡中位數為59.5歲。